# Stephan von Breuning (Entomologe)

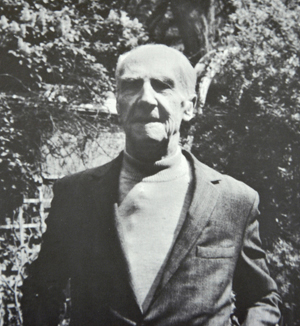
Stephan von Breuning

Stephan von Breuning (* 21. November 1894 in Wien; † 11. März 1983 in Paris) war ein österreichischer Käferkundler.
Von Breuning, ein Enkel des Arztes und Medizinforschers Gerhard von Breuning und Neffe der Malerin Konstanze von Breuning, studierte an der Universität Wien, wo er 1920 in Paläontologie und Paläobiologie mit der Dissertation „Beiträge zur Stammesgeschichte der Rhinocertidae“ zum Dr. phil. promoviert wurde. Er war Privatgelehrter und lebte seit 1945 in Paris. Er spezialisiert sich auf die Lamiinae, eine Unterfamilie der Bockkäfer. Er beschrieb fast die Hälfte aller heute bekannten Arten der Lamiinae.

## Schriften (Auswahl)
Stephan von Breuning hat zahlreiche Zeitschriftenbeiträge veröffentlicht. Eine Liste seiner Publikationen ist im Bulletin de la Société des sciences naturelles de l'Ouest de la France Nr. 41, 1984 abgedruckt.
- 1920 – Zur Stammesgeschichte der Rhinocerotidae. In: Verhandlungen der Zoologisch Botanischen Gesellschaft in Wien. Band 73, Wien 1920, S. 5–46 (zobodat.at [PDF]).
- 1939 – Études sur les Lamiaires, 8ème Tribus: Mesosini Thomson. In: Novitates Entomologicae 54, 3 Suppl. 365–562.
- 1942 – Études sur les Lamiaires, 11ème Tribus: Phrissomini. In: Novitates Entomologicae 3 suppl., fasc. 85–88: 102–136.
- 1943 – Études sur les Lamiaires (Col. Ceramb.) 12ème Tribu: Agniini Thomson. In: Novitates Entomologicae 13ème année, 3 suppl., fasc. 89–108: 137–296.
- 1944 – Études sur les Lamiaires (Col. Ceramb.) 12ème Tribu: Agniini Thomson. In: Novitates Entomologicae 14ème année, 3 suppl., fasc. 109–135: 297–512.
- Considérations préliminaires sur la classification des Lamiares. In: Longicornia 1, 1950, 25–28.
- Révision du genre Phytoecia Muls. (Col. Cerambycidae). In: EntomologischeArbeiten aus dem Museum Georg Frey 2, 1951, 1–103; 353–460.
- Revision einer Gattung aus der Gruppe der Saperdini Muls. (Coleoptera Cerambycidae) In: Entomologische Arbeiten aus dem Museum Georg Frey 3, 1952, 107–213.
- Revision von 35 Gattungen der Gruppe der Saperdini Muls. (Coleoptera Cerambycidae). In: Entomologische Arbeiten aus dem Museum Georg Frey 3, 1954, 401–567.
- Revision der Gattung „Glenea“' Newm. In: Entomologische Arbeiten aus dem Museum Georg Frey 7, 1956, 1–99; 671–893.
- Les Dorcadion français. In: L'Entomologiste 13, 2/2, 1957, 42–55.
- - Revision der Gattung Glenea Newm. In: Entomologische Arbeiten aus dem Museum Georg Frey 9, 1958, 229–351; 804–907.
- Catalogue des Lamiaires du monde. Museum Frey, Tutzing 1958–1965
- 1960–62 – Révision systématique des espèces du genre Oberea Muls. du globe – Frustula entomologica: 232 + VI pp.

- Online einsehbar:
  - S. Breuning, C. de Jong: Neue und seltene Lamiinae, Rijksmuseum van Oudheden, 1940 (online-PDF) (Memento vom 2. August 2019 im Internet Archive)
  - S. Breuning: Beschreibung einiger neuer Lamiinae (Col., Cerambycidae) aus den Beständen der Zoologischen Sammlung des Bayerischen Staates, Paris, ca. 1969 (online auf archive.org).